# Chiesa di Sant'Antonio di Padova (Acireale)
La chiesa di Sant'Antonio di Padova è un luogo di culto cattolico di Acireale. Si trova nel centro cittadino, in via Vittorio Emanuele II.

## Storia
Genericamente ritenuto il più antico tempio della città, le sue origini risalgono alla scampata epidemia di peste del 1466, quando gli abitanti di Aquilia Nuova eressero l'edificio in onore di San Sebastiano cui si attribuiva il debellamento della malattia. Con l'istituzione del nuovo tempio dedicato al compatrono civico, il 13 luglio 1652, sulla base di un comune accordo tra la Confraternita di Sant'Antonio e la Confraternita di San Sebastiano viene dedicata a Sant'Antonio di Padova: San Sebastiano fu infatti proclamato in tale occasione compatrono della città, al quale fu dedicata la costruenda e più ampia basilica.
Rimaneggiata in parte, con l'aggiunta del campanile e con un ampliamento della facciata, venne interamente affrescata nel 1755 da Pietro Paolo Vasta che, fu colpito da apoplessia mentre dipingeva la volta, precipitò dalle impalcature finendone paraplegico. L'opere fu proseguita dal figlio Alessandro.

## Descrizione

### Esterno
A pianta semplice e unica navata, l'edificio si presenta sobriamente tranne per il registro centrale della facciata dove una complessa macchina architettonica tardo-gotica lega il portale a tutto sesto frontonato con la finestra e un ampio timpano gugliato su cui si apre il rosone. Elementi decorativi gotici arricchiscono l'opera. Sul lato destro svetta una torre campanaria di gusto secentesco ingentilita da una balaustra murata e volti di putti a decorare gli archivolti della cella campanaria.

### Interno
Coperta da un'unica volta a botte e terminante in un cappellone, la chiesa si presenta riccamente affrescata.
Gli affreschi furono realizzati da Pietro Paolo Vasta e del figlio Alessandro Vasta, autore del quadri ad olio di Sant'Antonio di Padova, dello Ecce Homo e della Vergine Immacolata. I quadri Santa Cecilia e San Cristoforo sono di Michele Vecchio.

## Culto
La chiesa, dedicata a Sant'Antonio di Padova è gestita dalla omonima Confraternita di Sant'Antonio in sodalizio.